# Finansministeriet (Danmark)
Finansministeriet är ett danskt ministerium. Det ansvarar bland annat för statsbudgeten i form av en finansproposition som antas av folketinget. Detta förslag till finanslag ska lämnas senast fyra månader före räkenskapsårets början, enligt Danmarks grundlag.
Ministeriet grundades 24 november 1848 (som många andra ministerier) efter marsrevolutionen. Ministeriet delades 1968 i finansministeriet och ministeriet for Statens lønnings- og Pensionsvæsen. Det senare flyttades 11 oktober 1971 till det nyupprättade budgetministeriet, som i sin tur 1973 åter blev en del av finansministeriet.
Ministeriets arbetsområden omfattar en effektiv styrning av de offentliga finanserna, ekonomisk politik, förhandlingar och avtal med dels kommuner och regioner, dels med EU-budgeten och styrning av statliga bolag. Utöver departementet består ministeriet av :
- Økonomistyrelsen
- Medarbejder- og Kompetencestyrelsen
- Statens It
- Statens Administration
- DREAMgruppen

Finansministeriet administrerar också den danska statens ägarandelar i de bolag som ägs av staten helt eller delvis, som bland annat: Danske Spil A/S, Evida Holding A/S, Staten og Kommunernes Indkøbsservice A/S, Statens Ejendomssalg A/S, Ørsted A/S, Kalaallit Airports International A/S, Københavns Lufthavne A/S och SAS AB.